# Seno uretrale di Morgagni
I seni di Morgagni, chiamati anche seni uretrali, diverticoli uretrali, fosse uretrali o Piccole Lacune sono importanti recessi dell'uretra spugnosa, di forma circolare, allineati in senso longitudinale (in genere sono bilaterali, ma possono essere anche impari). Si tratta di lacune uretrali di cospicue dimensioni, in numero di 6 - 30 (con una media di 17), determinate dallo sbocco di molteplici dotti parauretrali delle ghiandole di Littré e di Guérin. Attraverso questi diverticoli, le ghiandole uretrali emettono un secreto lubrificante e fortemente antimicrobico, che protegge e sfiamma l'uretra maschile.

## Nomi e classificazione

### Nomi
I seni di Morgagni vengono anche chiamati seni uretrali, diverticoli di Morgagni, diverticoli uretrali, recessi di Morgagni, recessi uretrali, fosse di Morgagni, fosse uretrali o Piccole Lacune di Morgagni.

### Eponimo
Il nome di queste lacune è un eponimo dell'anatomista italiano Giovanni Battista Morgagni.

### Classificazione
I seni uretrali sono annoverati tra le principali lacune uretrali di Morgagni.

## Anatomia

### Forma e dimensioni
Queste cripte uretrali hanno una forma pressoché circolare (o eventualmente ellittica). Il diametro (valutato alla distensione) dipende dal numero e dalla dimensione dei dotti di Littré e di Guérin che sboccano attraverso l'orifizio: le lacune più piccole misurano circa 3 mm, quelle più voluminose possono raggiungere anche i 5 mm.

### Numero e collocazione
Il numero delle Piccole Lacune è variabile: diversi studi, effettuati su ampio campionario, hanno mostrato che oscilla tra 7 e 28, oppure 6 e 30 lacune, disposte lungo tutta l'uretra cavernosa. In alcune persone, questo numero può superare le 30 unità. Il dato cambia sensibilmente secondo l'individuo, e non sembra dipendere dall'età (una volta completato lo sviluppo). Diverse ricerche hanno riportato come dato medio 17 lacune totali, distribuite secondo il seguente schema:
- 8 Piccole Lacune lungo l'uretra peniena posteriore (uretra bulbare), con un intervallo medio pari a 3 - 14 unità.[18][13][4] In genere queste cripte si spingono posteriormente per circa 6 cm nell'uretra bulbare: di conseguenza non dovrebbero interessare in modo particolare il calice dell'uretra, ma solo la porzione anteriore o lacunosa (considerando che gli studi mostrano una lunghezza media dell'uretra bulbare pari a 10 cm).[17][19][20][21][22]
- 9 Piccole Lacune lungo l'uretra peniena anteriore (uretra pendula e navicolare), con un intervallo medio pari a 4 - 14 unità.[18][13][4]  In genere l'ultimo recesso si colloca entro la fossa navicolare, dunque l'uretra navicolare dovrebbe essere solo minimamente interessata (1 - 3 recessi).[12][23][24]

Considerando che gli studi mostrano una lunghezza media dell'uretra spugnosa pari a 20 cm (15 - 25 cm), assumendo una media di 17 recessi, la distanza che separa una lacuna dalla successiva ammonta a circa 1 cm in caso di lacune impari (meno frequente), o 2 cm in caso di lacune allineate bilateralmente (la presentazione più tipica). Se le lacune sono bilaterali, la loro disposizione è generalmente simmetrica.

### Descrizione
L'uretra maschile è circondata da un complesso fortemente ramificato e labirintico di ghiandole uretrali e periuretrali, appartenenti ad innumerevoli tipologie. L'uretra lacunosa, in particolare, è avvolta dalle suddette ghiandole fino a formare una complicata struttura simile ad un corallo, inclusa nel corpo spugnoso dell'uretra e nota come corpo glandulare o zona dei dotti parauretrali; tra i dotti più importanti, vi sono quelli delle ghiandole di Littré e di Guérin. Queste ghiandole riversano nell'uretra le proprie secrezioni, con funzione lubrificante, antinfiammatoria, fortemente antimicrobica e protettiva per il pavimento uretrale; svolgono inoltre un importante ruolo nella produzione del liquido preseminale. Gli orifizi dei dotti parauretrali formano delle cavità circolari nella parete uretrale, di dimensione variabile, chiamate lacune o cripte uretrali di Morgagni.
I seni di Morgagni appartengono a queste lacune, ma sono composti, e si differenziano per la forma quasi perfettamente circolare e, soprattutto, per le cospicue dimensioni (3 - 5 mm di lume alla distensione). Un'altra particolarità di queste strutture è che sono tutte collocate lungo il pavimento inferiore dell'uretra lacunosa, mentre le comuni cripte sfociano disordinatamente lungo tutta la circonferenza del canale. Anche la loro disposizione è peculiare: i diverticoli uretrali sono infatti allineati in sezione longitudinale, quasi in linea retta, a distanza quasi regolare l'uno dall'altro. Alcuni seni di Morgagni sono impari, e situati in posizione mediana nel canale; altri invece sono disposti a coppie e allineati due per volta simmetricamente. La disposizione bilaterale è molto più comune di quella singola. A riposo, essi risultano visibili ad occhio nudo, inoltre il loro diametro aumenta sensibilmente durante la distensione (incluse l'eccitazione e l'erezione).
La collocazione di questi diverticoli maggiori sul pavimento inferiore non è, tuttavia, atipica: anche gli orifizi dei dotti bulbouretrali, dei dotti eiaculatori e dei dotti prostatici sono infatti collocati in quella posizione, almeno per buona parte.

### Dotti uretrali di Littré e di Guérin
Ciascun diverticolo di Morgagni contiene i dotti periuretrali di alcune ghiandole di Littré o di Guérin, sempre composte e spesso caratterizzate da un volume da un volume considerevole (circa 3 mm). Generalmente, le ghiandole sono collegate tra loro attraverso dei tubuli, formando una struttura fortemente ramificata; i loro dotti sono diretti separatamente attraverso la parete uretrale, sfociando nella stessa lacuna. Di norma, ogni Piccola Lacuna riceve i dotti di 4 - 5 ghiandole composite; tuttavia, in alcune delle cripte più importanti possono sfociare i dotti anche di 10 - 12 ghiandole.

## Clinica

### Patologie
Dal punto di vista clinico le lacune uretrali sono soggette, di riflesso, alle stesse patologie che coinvolgono i dotti uretrali in esse contenuti. Le più frequenti sono:
- Iperplasia, infezione (uretrite o periuretrite) e infiammazione.[37][38][39][40]

- Cisti uretrale o parauretrale: è possibile che le ghiandole sviluppino edemi e neoformazioni cistiche, a seguito di infezioni o lesioni iatrogene. Le cisti sviluppate nei dotti uretrali, o nel loro sbocco presso la lacuna (cioè l'orifizio del dotto), possono bloccare il drenaggio del secreto.[39][38][40] Questo fenomeno prende il nome di cisti del dotto parauretrale.[41][42][40]
- Diverticolo uretrale o parauretrale: dilatazione anomala e sacciforme dell'uretra, sporgente o rientrante, dovuta alla dilatazione delle ghiandole e dei dotti uretrali, che provoca un prolasso della parete. Può essere singolo o multiplo, e tende a formarsi dalle lacune di Morgagni da cui sbucano i dotti stessi.[43][44][45]
- Stenosi uretrale o valvola uretrale: restringimento anomalo del lume uretrale dovuto ad un anello (o cilindro, se allungato) di tessuto cicatriziale; è causato in genere da lesioni iatrogene, tra i più comuni problemi dell'uretra maschile.[46][47][48]
- Calcoli uretrali: formazione o deposito di calcoli (in genere di calcio o smegma) nella depressione del diverticolo; possono essere sia primari (cioè originati nella stessa lacuna) o più facilmente secondari (ovvero depositati al suo interno). Nei ruminanti è molto frequente la sedimentazione o il deposito di smegma, che origina voluminosi accumuli reniformi noti come sheath urethral beans.[49][50][51][52]
- Raramente ghiandole, dotti e lacune uretrali possono essere soggetti a fenomeni neoplastici.[53][54][55][56]

#### Catetere
La presenza di un catetere nel maschio può limitare o impedire il naturale drenaggio del secreto delle ghiandole parauretrali, con il rischio di provocare infezioni (uretriti) che possono eventualmente ascendere attraverso i dotti parauretrali, fino ad infiammare le ghiandole stesse. Viene inoltre limitato fortemente l'apporto del fattore antimicrobico uretrale e delle sostanze protettive, con il rischio di lasciare l'epitelio uretrale scoperto verso fenomeni infettivi o infiammatori. Questo fenomeno coinvolge in modo particolare le lacune di Morgagni, poiché costituiscono l'orifizio dei dotti uretrali e di conseguenza possono essere ostruite dalla presenza di un corpo estraneo.

#### Sintomatologia
I sintomi più comuni delle patologie che coinvolgono le lacune uretrali sono minzione dolorosa e difficoltosa (disuria, stranguria), dolore o bruciore uretrale (uretrodinia) perdite di sangue vivo uretrale (uretrorragia), ematuria. Possono essere presenti anche altri sintomi, quali secrezioni anomale dall'uretra (uretrorrea), piuria, frequenza o urgenza urinaria e tenesmo vescicale. In caso di notevole ingrossamento delle ghiandole o dei dotti uretrali, può insorgere ritenzione urinaria acuta (con totale impossibilità di svuotamento della vescica) oppure cronica.